# SŽ serija 711
SŽ serija 711 serija je dvodjelnih dizelmotornih vlakova Slovenskih željeznica. Vlakove ove serije kupilo je tadašnje ŽG Ljubljana za povezivanje Ljubljane s Beogradom. 

## Tehničke karakteristike
- Graditelj: MBB Donauwörth, Njemačka
- Godina izgradnje: 1970.
- Osovinski raspored:  2'B' + B'2'
- Tip dizelskog motora: Mercedes Benz OM 404
- Prijenos snage: hidraulični
- Snaga: 530 kW
- Maksimalna brzina: 120 km/h
- Masa: 89 t
- Dužina preko središnjeg kvačila: 47 160 mm
- Širina vagonskog sanduka: 2,85 m
- Broj vagona jedne garniture: 2
- Maksimalni broj garnitura u sprezi: 4

## Poveznica
- Arena (vlak)